# Баффало (округ, Небраска)
Баффало (англ. Buffalo) — округ в штате Небраска, США. Административный центр округа — город Карни. По данным переписи за 2010 год число жителей округа составляло 46 102 человек .
Округ был создан в 1855 году, а зарегистрирован в 1870 году.
Расположен в центре штата. Площадь округа — 2525 км².

## История
Округ был создан в 1855 году, а зарегистрирован в 1870 году. Первыми поселенцами территории были мормоны, которые двигались на запад США в 1858 году. Однако, ожесточённые столкновения индейцев шоуни и сиу вынудили первых белых поселенцев покинуть территории. После окончания конфликтов, поселенцы вновь вернулись в округ, привлекаемые плодородной долиной реки Платт. В 1860-е годы в округ была проведена железная дорога. Одна из станций была названа Форт-Чайлдс (современный Карни), она стала окружным центром.

## Население
| Год переписи | Нас.  |  | %±      |
| ------------ | ----- |  | ------- |
| 1860         | 114   |  | —       |
| 1870         | 193   |  | 69,3%   |
| 1880         | 7531  |  | 3802,1% |
| 1890         | 22162 |  | 194,3%  |
| 1900         | 20254 |  | −8,6%   |
| 1910         | 21907 |  | 8,2%    |
| 1920         | 23787 |  | 8,6%    |
| 1930         | 24338 |  | 2,3%    |
| 1940         | 23655 |  | −2,8%   |
| 1950         | 25134 |  | 6,3%    |
| 1960         | 26236 |  | 4,4%    |
| 1970         | 31222 |  | 19%     |
| 1980         | 34797 |  | 11,5%   |
| 1990         | 37447 |  | 7,6%    |
| 2000         | 42259 |  | 12,9%   |
| 2010         | 46102 |  | 9,1%    |
| 2016         | 49383 |  | 7,1%    |

В 2010 году на территории округа проживало 46 102 человек (из них 49,5 % мужчин и 50,5 % женщин), насчитывалось 18 037 домашних хозяйства и 11 249 семей. Расовый состав: белые — 92,7 %, афроамериканцы — 0,8 %, коренные американцы — 0,3 % и представители двух и более рас — 1,4 %. 7,4 % населения были латиноамериканцами.
Население округа по возрастному диапазону по данным переписи 2010 года распределилось следующим образом: 24,0 % — жители младше 18 лет, 7,1 % — между 18 и 21 годами, 56,8 % — от 21 до 65 лет и 12,1 % — в возрасте 65 лет и старше. Средний возраст населения — 31,1 лет. На каждые 100 женщин в Баффало приходилось 98,2 мужчин, при этом на 100 совершеннолетних женщин приходилось уже 94,9 мужчин сопоставимого возраста.
Из 18 037 домашних хозяйств 62,4 % представляли собой семьи: 50,0 % совместно проживающих супружеских пар (21,4 % с детьми младше 18 лет); 8,5 % — женщины, проживающие без мужей и 3,8 % — мужчины, проживающие без жён. 37,6 % не имели семьи. В среднем домашнее хозяйство ведут 2,43 человека, а средний размер семьи — 3,00 человека. В одиночестве проживали 28,1 % населения, 9,7 % составляли одинокие пожилые люди (старше 65 лет).

## Экономика
В 2015 году из 38 203 трудоспособных жителей старше 16 лет имели работу 27 343 человек. В 2014 году медианный доход на семью оценивался в 70 500 $, на домашнее хозяйство — в 54 098 $. Доход на душу населения — 27 218 $. 7,7 % от всего числа семей в Баффало и 13,6 % от всей численности населения находилось на момент переписи за чертой бедности.